# پترو-کانادا

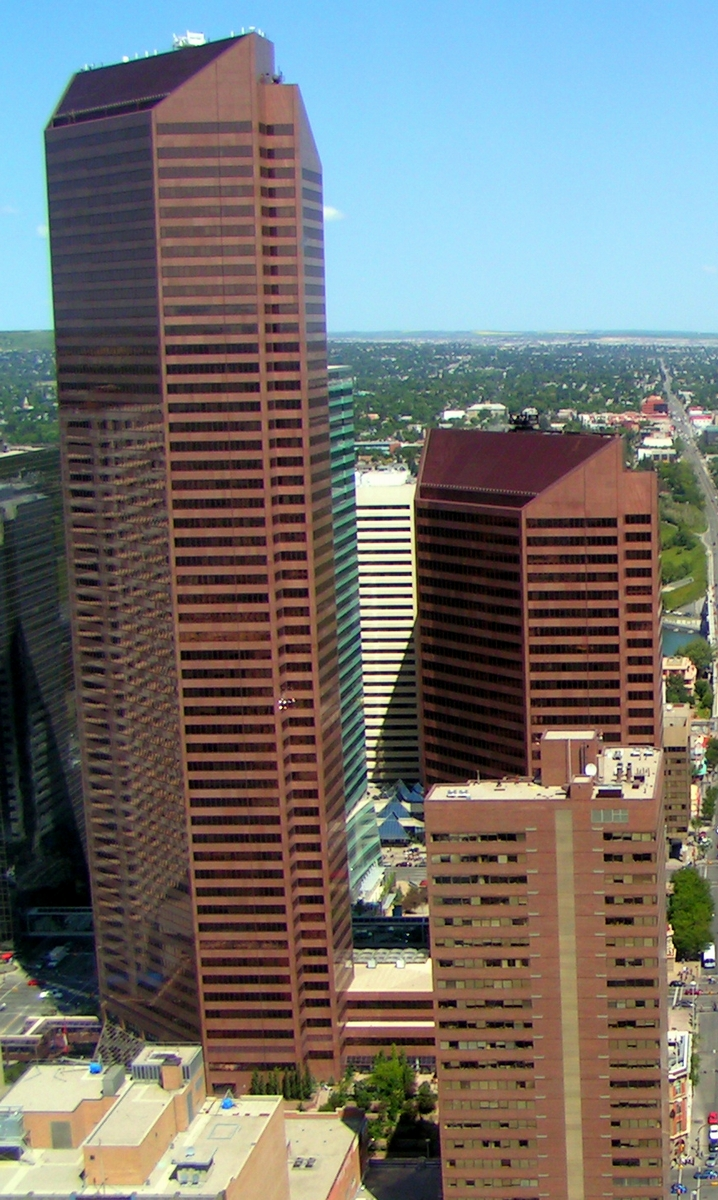
دفتر مرکزی شرکت پترو-کانادا در شهر کلگری، آلبرتا

پترو-کانادا (به انگلیسی: Petro-Canada) شرکت نفت و گاز کانادایی است، که در سطح بین‌المللی در هر ۲ بخش از فعالیت‌های نفتی اعم از بخش بالادستی نفت (اکتشاف، حفاری، تولید) همچنین عملیات پائین‌دستی صنعت نفت (پالایش، پخش) فعالیت می‌کند.
تا پیش از سال ۲۰۰۹ این شرکت تحت مدیریت شرکت دولتی؛ کرون کورپوریشن و با محوریت شرکت مرکزی پترو-کانادا که در شهر کلگری، استان آلبرتا قرار داشت فعالیت می‌نمود.
در ماه اوت سال ۲۰۰۹ شرکت پترو-کانادا با سانکور انرژی ادغام شد. طبق قراردادی که بین ۲ شرکت منعقد گردید، ۶۰ درصد از سهام شرکت جدید متعلق به سانکور انرژی و ۴۰ درصد به پترو-کانادا تعلق یافت.
شرکت جدید با نام پترو-کانادا ثبت گردید و سانکور انرجی با آن ادغام شد و در ساختار جدید سانکور انرژی به‌عنوان شاخه‌ای از پترو-کانادا به فعالیت خود ادامه می‌دهد و بخش فعالیت‌های بالادستی شرکت جدید به این شرکت سپرده شد. در مقابل کلیه فعالیت‌های بین‌المللی در بخش عملیات پائین‌دستی نفت نیز به پترو-کانادا واگذار گردید.